# Sedum praealtum
Sedum praealtum é uma espécie de planta com flor pertencente à família Crassulaceae. 
A autoridade científica da espécie é A.DC., tendo sido publicada em Mémoires de la Société de Physique et d'Histoire Naturelle de Genève 11: 445–447. 1847.

## Portugal
Trata-se de uma espécie presente no território português, nomeadamente no Arquipélago da Madeira.
Em termos de naturalidade é introduzida na região atrás indicada.

## Protecção
Não se encontra protegida por legislação portuguesa ou da Comunidade Europeia.